# فهرست فصل‌های باشگاه فوتبال پرسپولیس
این نوشتار فهرست فصل‌های باشگاه فوتبال پرسپولیس در فوتبال ایران و آسیا از سال آغاز، ۱۳۴۸ (که نخستین فصلی بود که بازیکنان شاهین و دارایی به پرسپولیس پیوستند) تا کنون است. این فهرست دستاوردهای باشگاه در رقابت‌های مهم، و گلزن برتر در هر فصل را در بر دارد.

## فصل‌ها
| فصل       | لیگ                                                                                               | لیگ                                                                                   | لیگ                                                                                   | لیگ                                                                                   | لیگ                                                                                   | لیگ                                                                                   | لیگ                                                                                   | لیگ                                                                                   | لیگ                                                                                   | جام حذفی           | آسیایی                                   | گلزن برتر لیگ             | گلزن برتر لیگ | گلزن برتر فصل   | گلزن برتر فصل | سرمربی                                           |
| فصل       | دسته                                                                                              | بازی                                                                                  | برد                                                                                   | مساوی                                                                                 | باخت                                                                                  | زده                                                                                   | خورده                                                                                 | امتیاز                                                                                | جایگاه                                                                                | جام حذفی           | آسیایی                                   | نام                       | گل            | نام             | گل            | سرمربی                                           |
| --------- | ------------------------------------------------------------------------------------------------- | ------------------------------------------------------------------------------------- | ------------------------------------------------------------------------------------- | ------------------------------------------------------------------------------------- | ------------------------------------------------------------------------------------- | ------------------------------------------------------------------------------------- | ------------------------------------------------------------------------------------- | ------------------------------------------------------------------------------------- | ------------------------------------------------------------------------------------- | ------------------ | ---------------------------------------- | ------------------------- | ------------- | --------------- | ------------- | ------------------------------------------------ |
| ۱۳۴۷      | انتخابی جام باشگاه های آسیا ۱۳۴۷                                                                  | انتخابی جام باشگاه های آسیا ۱۳۴۷                                                      | انتخابی جام باشگاه های آسیا ۱۳۴۷                                                      | انتخابی جام باشگاه های آسیا ۱۳۴۷                                                      | انتخابی جام باشگاه های آسیا ۱۳۴۷                                                      | انتخابی جام باشگاه های آسیا ۱۳۴۷                                                      | انتخابی جام باشگاه های آسیا ۱۳۴۷                                                      | انتخابی جام باشگاه های آسیا ۱۳۴۷                                                      | ۱ام**                                                                                 |                    | مسابقات باشگاهی قهرمانی آسیا مرحله گروهی |                           |               |                 |               | پرویز دهداری                                     |
| ۱۳۴۸      | جام باشگاه های تهران ۱۳۴۸                                                                         | جام باشگاه های تهران ۱۳۴۸                                                             | جام باشگاه های تهران ۱۳۴۸                                                             | جام باشگاه های تهران ۱۳۴۸                                                             | جام باشگاه های تهران ۱۳۴۸                                                             | جام باشگاه های تهران ۱۳۴۸                                                             | جام باشگاه های تهران ۱۳۴۸                                                             | جام باشگاه های تهران ۱۳۴۸                                                             | ۱۱ام**                                                                                |                    |                                          |                           |               |                 |               | رجبعلی فرامرزی                                   |
| ۱۳۴۹      | منطقه‌ای                                                                                           | ۵                                                                                     | ۲                                                                                     | ۰                                                                                     | ۳                                                                                     | ۱۰                                                                                    | ۹                                                                                     | ۴                                                                                     | ۴ام                                                                                   |                    |                                          | حسین کلانی                | ۷             |                 |               | حسین فکری                                        |
| ۱۳۵۰      | منطقه‌ای                                                                                           | ۱۴                                                                                    | ۱۳                                                                                    | ۱                                                                                     | ۰                                                                                     | ۴۵                                                                                    | ۶                                                                                     | ۲۶                                                                                    | ۱ام                                                                                   |                    |                                          | حسین کلانی و صفر ایرانپاک | ۱۲            |                 |               | آلن راجرز                                        |
| ۱۳۵۱      |                                                                                                   |                                                                                       |                                                                                       |                                                                                       |                                                                                       |                                                                                       |                                                                                       |                                                                                       |                                                                                       |                    |                                          |                           |               |                 |               | آلن راجرز                                        |
| ۱۳۵۲      | تخت‌جمشید                                                                                          | ۲۲                                                                                    | ۱۵                                                                                    | ۷                                                                                     | ۰                                                                                     | ۴۶                                                                                    | ۴                                                                                     | ۳۷                                                                                    | ۱ام                                                                                   |                    |                                          | حسین کلانی و صفر ایرانپاک | ۸             |                 |               | آلن راجرز                                        |
| ۱۳۵۳      | تخت‌جمشید                                                                                          | ۲۲                                                                                    | ۱۲                                                                                    | ۷                                                                                     | ۳                                                                                     | ۳۲                                                                                    | ۱۳                                                                                    | ۳۱                                                                                    | ۲ام                                                                                   |                    |                                          |                           |               |                 |               | آلن راجرز                                        |
| ۱۳۵۴      | تخت‌جمشید                                                                                          | ۳۰                                                                                    | ۱۶                                                                                    | ۱۲                                                                                    | ۲                                                                                     | ۳۶                                                                                    | ۱۲                                                                                    | ۴۲                                                                                    | ۱ام                                                                                   |                    |                                          | صفر ایرانپاک              | ۱۰            |                 |               | بهزادی / بیوک وطنخواه                            |
| ۱۳۵۵      | تخت‌جمشید                                                                                          | ۳۰                                                                                    | ۱۰                                                                                    | ۱۷                                                                                    | ۳                                                                                     | ۲۵                                                                                    | ۱۸                                                                                    | ۳۷                                                                                    | ۲ام                                                                                   | یک شانزدهم پایانی  |                                          |                           |               |                 |               | ایوان کونوف                                      |
| ۱۳۵۶      | تخت‌جمشید                                                                                          | ۳۰                                                                                    | ۱۴                                                                                    | ۱۰                                                                                    | ۶                                                                                     | ۴۵                                                                                    | ۲۷                                                                                    | ۳۸                                                                                    | ۲ام                                                                                   | یک هشتم پایانی     |                                          | آلن ویتل                  | ۹             |                 |               | منصور امیرآصفی / محراب شاهرخی                    |
| ۱۳۵۷      | تخت‌جمشید                                                                                          | به دلیل انقلاب ایران ناتمام ماند.                                                     | به دلیل انقلاب ایران ناتمام ماند.                                                     | به دلیل انقلاب ایران ناتمام ماند.                                                     | به دلیل انقلاب ایران ناتمام ماند.                                                     | به دلیل انقلاب ایران ناتمام ماند.                                                     | به دلیل انقلاب ایران ناتمام ماند.                                                     | به دلیل انقلاب ایران ناتمام ماند.                                                     | به دلیل انقلاب ایران ناتمام ماند.                                                     |                    |                                          |                           |               |                 |               | محراب شاهرخی                                     |
| ۱۳۵۸      | جام شهید اسپندی                                                                                   | جام شهید اسپندی                                                                       | جام شهید اسپندی                                                                       | جام شهید اسپندی                                                                       | جام شهید اسپندی                                                                       | جام شهید اسپندی                                                                       | جام شهید اسپندی                                                                       | جام شهید اسپندی                                                                       | ۱ام**                                                                                 |                    |                                          |                           |               |                 |               | محراب شاهرخی                                     |
| ۱۳۵۸      | جام باشگاه های تهران ۱۳۵۸ (به علت هجوم تماشاگران بازی دوستانه استقلال-پرسپولیس نیمه کاره رها شد.) |                                                                                       |                                                                                       |                                                                                       |                                                                                       |                                                                                       |                                                                                       |                                                                                       |                                                                                       |                    |                                          |                           |               |                 |               | محراب شاهرخی                                     |
| ۱۳۵۹      | جام باشگاه های تهران ۱۳۵۹ (به علت جنگ ایران و عراق نیمه کاره رها شد.)                             | جام باشگاه های تهران ۱۳۵۹ (به علت جنگ ایران و عراق نیمه کاره رها شد.)                 | جام باشگاه های تهران ۱۳۵۹ (به علت جنگ ایران و عراق نیمه کاره رها شد.)                 | جام باشگاه های تهران ۱۳۵۹ (به علت جنگ ایران و عراق نیمه کاره رها شد.)                 | جام باشگاه های تهران ۱۳۵۹ (به علت جنگ ایران و عراق نیمه کاره رها شد.)                 | جام باشگاه های تهران ۱۳۵۹ (به علت جنگ ایران و عراق نیمه کاره رها شد.)                 | جام باشگاه های تهران ۱۳۵۹ (به علت جنگ ایران و عراق نیمه کاره رها شد.)                 | جام باشگاه های تهران ۱۳۵۹ (به علت جنگ ایران و عراق نیمه کاره رها شد.)                 | جام باشگاه های تهران ۱۳۵۹ (به علت جنگ ایران و عراق نیمه کاره رها شد.)                 |                    |                                          |                           |               |                 |               | محراب شاهرخی                                     |
| ۱۳۶۰      | جام باشگاه های تهران ۱۳۶۰                                                                         | جام باشگاه های تهران ۱۳۶۰                                                             | جام باشگاه های تهران ۱۳۶۰                                                             | جام باشگاه های تهران ۱۳۶۰                                                             | جام باشگاه های تهران ۱۳۶۰                                                             | جام باشگاه های تهران ۱۳۶۰                                                             | جام باشگاه های تهران ۱۳۶۰                                                             | جام باشگاه های تهران ۱۳۶۰                                                             | ۲ام**                                                                                 |                    |                                          |                           |               |                 |               | محراب شاهرخی                                     |
| ۱۳۶۱      | جام باشگاه های تهران ۱۳۶۱                                                                         | جام باشگاه های تهران ۱۳۶۱                                                             | جام باشگاه های تهران ۱۳۶۱                                                             | جام باشگاه های تهران ۱۳۶۱                                                             | جام باشگاه های تهران ۱۳۶۱                                                             | جام باشگاه های تهران ۱۳۶۱                                                             | جام باشگاه های تهران ۱۳۶۱                                                             | جام باشگاه های تهران ۱۳۶۱                                                             | ۱ام**                                                                                 |                    |                                          | علی پروین                 | ۱۵            |                 |               | علی پروین                                        |
| ۱۳۶۲      | جام باشگاه های تهران ۱۳۶۲                                                                         | جام باشگاه های تهران ۱۳۶۲                                                             | جام باشگاه های تهران ۱۳۶۲                                                             | جام باشگاه های تهران ۱۳۶۲                                                             | جام باشگاه های تهران ۱۳۶۲                                                             | جام باشگاه های تهران ۱۳۶۲                                                             | جام باشگاه های تهران ۱۳۶۲                                                             | جام باشگاه های تهران ۱۳۶۲                                                             | ۲ام**                                                                                 |                    |                                          | ناصر محمدخانی             | ۱۳            |                 |               | علی پروین                                        |
| ۱۳۶۳      | جام باشگاه های تهران ۱۳۶۳ (به علت هجوم تماشاگران بازی پاس-پرسپولیس نیمه کاره رها شد.)             | جام باشگاه های تهران ۱۳۶۳ (به علت هجوم تماشاگران بازی پاس-پرسپولیس نیمه کاره رها شد.) | جام باشگاه های تهران ۱۳۶۳ (به علت هجوم تماشاگران بازی پاس-پرسپولیس نیمه کاره رها شد.) | جام باشگاه های تهران ۱۳۶۳ (به علت هجوم تماشاگران بازی پاس-پرسپولیس نیمه کاره رها شد.) | جام باشگاه های تهران ۱۳۶۳ (به علت هجوم تماشاگران بازی پاس-پرسپولیس نیمه کاره رها شد.) | جام باشگاه های تهران ۱۳۶۳ (به علت هجوم تماشاگران بازی پاس-پرسپولیس نیمه کاره رها شد.) | جام باشگاه های تهران ۱۳۶۳ (به علت هجوم تماشاگران بازی پاس-پرسپولیس نیمه کاره رها شد.) | جام باشگاه های تهران ۱۳۶۳ (به علت هجوم تماشاگران بازی پاس-پرسپولیس نیمه کاره رها شد.) | جام باشگاه های تهران ۱۳۶۳ (به علت هجوم تماشاگران بازی پاس-پرسپولیس نیمه کاره رها شد.) |                    |                                          |                           |               |                 |               | علی پروین                                        |
| ۱۳۶۴      | جام باشگاه های تهران ۱۳۶۴                                                                         | جام باشگاه های تهران ۱۳۶۴                                                             | جام باشگاه های تهران ۱۳۶۴                                                             | جام باشگاه های تهران ۱۳۶۴                                                             | جام باشگاه های تهران ۱۳۶۴                                                             | جام باشگاه های تهران ۱۳۶۴                                                             | جام باشگاه های تهران ۱۳۶۴                                                             | جام باشگاه های تهران ۱۳۶۴                                                             |                                                                                       |                    |                                          |                           |               |                 |               | علی پروین                                        |
| ۱۳۶۵      | جام باشگاه های تهران ۱۳۶۵                                                                         | جام باشگاه های تهران ۱۳۶۵                                                             | جام باشگاه های تهران ۱۳۶۵                                                             | جام باشگاه های تهران ۱۳۶۵                                                             | جام باشگاه های تهران ۱۳۶۵                                                             | جام باشگاه های تهران ۱۳۶۵                                                             | جام باشگاه های تهران ۱۳۶۵                                                             | جام باشگاه های تهران ۱۳۶۵                                                             | ۱ام**                                                                                 |                    |                                          | فرشاد پیوس                | ۷             |                 |               | علی پروین                                        |
| ۱۳۶۶      | جام باشگاه های تهران ۱۳۶۶                                                                         | جام باشگاه های تهران ۱۳۶۶                                                             | جام باشگاه های تهران ۱۳۶۶                                                             | جام باشگاه های تهران ۱۳۶۶                                                             | جام باشگاه های تهران ۱۳۶۶                                                             | جام باشگاه های تهران ۱۳۶۶                                                             | جام باشگاه های تهران ۱۳۶۶                                                             | جام باشگاه های تهران ۱۳۶۶                                                             | ۱ام**                                                                                 | قهرمان             |                                          | فرشاد پیوس                | ۱۶            |                 |               | علی پروین                                        |
| ۱۳۶۷      | جام باشگاه های تهران                                                                              | ۱۶                                                                                    | ۱۲                                                                                    | ۴                                                                                     | ۰                                                                                     | ۲۹                                                                                    | ۷                                                                                     | ۴۰                                                                                    | ۱ام**                                                                                 | نیمه‌پایانی         |                                          | فرشاد پیوس                | ۱۳            |                 |               | مسعود معینی / علی پروین                          |
| ۱۳۶۸-۶۹   | جام باشگاه های تهران ۱۳۶۸                                                                         | جام باشگاه های تهران ۱۳۶۸                                                             | جام باشگاه های تهران ۱۳۶۸                                                             | جام باشگاه های تهران ۱۳۶۸                                                             | جام باشگاه های تهران ۱۳۶۸                                                             | جام باشگاه های تهران ۱۳۶۸                                                             | جام باشگاه های تهران ۱۳۶۸                                                             | جام باشگاه های تهران ۱۳۶۸                                                             | ۱ام**                                                                                 |                    | جام باشگاه‌های آسیا دور مقدماتی           |                           |               |                 |               | علی پروین                                        |
| ۱۳۶۸-۶۹   | جام قدس                                                                                           | ۲۰                                                                                    | ۱۱                                                                                    | ۹                                                                                     | ۱                                                                                     | ۳۴                                                                                    | ۱۰                                                                                    | ۳۱                                                                                    | ۲ام                                                                                   |                    | جام باشگاه‌های آسیا دور مقدماتی           |                           |               |                 |               | علی پروین                                        |
| ۱۳۶۹-۷۰   | جام باشگاه های تهران ۱۳۶۹                                                                         | جام باشگاه های تهران ۱۳۶۹                                                             | جام باشگاه های تهران ۱۳۶۹                                                             | جام باشگاه های تهران ۱۳۶۹                                                             | جام باشگاه های تهران ۱۳۶۹                                                             | جام باشگاه های تهران ۱۳۶۹                                                             | جام باشگاه های تهران ۱۳۶۹                                                             | جام باشگاه های تهران ۱۳۶۹                                                             | ۱ام**                                                                                 | نیمه‌پایانی         |                                          | فرشاد پیوس                | ۱۶            |                 |               | علی پروین                                        |
| ۱۳۷۰-۷۱   | جام باشگاه های تهران ۱۳۷۰                                                                         | جام باشگاه های تهران ۱۳۷۰                                                             | جام باشگاه های تهران ۱۳۷۰                                                             | جام باشگاه های تهران ۱۳۷۰                                                             | جام باشگاه های تهران ۱۳۷۰                                                             | جام باشگاه های تهران ۱۳۷۰                                                             | جام باشگاه های تهران ۱۳۷۰                                                             | جام باشگاه های تهران ۱۳۷۰                                                             | ۲ام**                                                                                 | قهرمان             | جام برندگان جام آسیا قهرمان              |                           |               |                 |               | علی پروین                                        |
| ۱۳۷۰-۷۱   | لیگ‌آزادگان                                                                                        | ۲۲                                                                                    | ۱۳                                                                                    | ۵                                                                                     | ۴                                                                                     | ۳۰                                                                                    | ۱۲                                                                                    | ۳۱                                                                                    | ۳ام                                                                                   | قهرمان             | جام برندگان جام آسیا قهرمان              | فرشاد پیوس                | ۱۱            |                 |               | علی پروین                                        |
| ۱۳۷۱-۷۲   | لیگ‌آزادگان                                                                                        | ۱۴                                                                                    | ۶                                                                                     | ۶                                                                                     | ۲                                                                                     | ۲۵                                                                                    | ۸                                                                                     | ۱۸                                                                                    | ۲ام                                                                                   |                    |                                          | حسن شیرمحمدی              | ۸             |                 |               | علی پروین                                        |
| ۱۳۷۲-۷۳   | لیگ‌آزادگان                                                                                        | ۲۶                                                                                    | ۱۰                                                                                    | ۱۱                                                                                    | ۵                                                                                     | ۴۰                                                                                    | ۲۵                                                                                    | ۳۱                                                                                    | ۲ام                                                                                   |                    | جام برندگان جام آسیا نایب قهرمان         |                           |               |                 |               | علی پروین / درخشان                               |
| ۱۳۷۳      | لیگ‌آزادگان                                                                                        | ۲۲                                                                                    | ۱۱                                                                                    | ۷                                                                                     | ۴                                                                                     | ۳۰                                                                                    | ۱۶                                                                                    | ۲۹                                                                                    | ۴ام                                                                                   | دور دوم            | جام برندگان جام آسیا یک چهارم پایانی     | فرشاد پیوس                | ۲۰            |                 |               | برایوویچ / درخشان                                |
| ۱۳۷۴      | لیگ‌آزادگان                                                                                        | ۳۰                                                                                    | ۱۵                                                                                    | ۱۲                                                                                    | ۳                                                                                     | ۳۳                                                                                    | ۱۸                                                                                    | ۵۷                                                                                    | ۱ام                                                                                   |                    |                                          |                           |               |                 |               | گده / استانکو پوکله‌پوویچ                         |
| ۱۳۷۵-۷۶   | لیگ‌آزادگان                                                                                        | ۳۰                                                                                    | ۱۷                                                                                    | ۸                                                                                     | ۵                                                                                     | ۵۲                                                                                    | ۲۴                                                                                    | ۵۹                                                                                    | ۱ام                                                                                   | نیمه‌پایانی         | جام باشگاه‌های آسیا سوم                   |                           |               |                 |               | استانکو پوکله‌پوویچ                               |
| ۱۳۷۶-۷۷   | لیگ‌آزادگان                                                                                        | به دلیل فشرده بودن مسابقات بین‌المللی و بازی‌های تیم ملی از لیگ کنار گذاشته شد.         | به دلیل فشرده بودن مسابقات بین‌المللی و بازی‌های تیم ملی از لیگ کنار گذاشته شد.         | به دلیل فشرده بودن مسابقات بین‌المللی و بازی‌های تیم ملی از لیگ کنار گذاشته شد.         | به دلیل فشرده بودن مسابقات بین‌المللی و بازی‌های تیم ملی از لیگ کنار گذاشته شد.         | به دلیل فشرده بودن مسابقات بین‌المللی و بازی‌های تیم ملی از لیگ کنار گذاشته شد.         | به دلیل فشرده بودن مسابقات بین‌المللی و بازی‌های تیم ملی از لیگ کنار گذاشته شد.         | به دلیل فشرده بودن مسابقات بین‌المللی و بازی‌های تیم ملی از لیگ کنار گذاشته شد.         | به دلیل فشرده بودن مسابقات بین‌المللی و بازی‌های تیم ملی از لیگ کنار گذاشته شد.         |                    | جام باشگاه‌های آسیا چهارم                 |                           |               |                 |               | درخشان / متکوویچ                                 |
| ۱۳۷۷-۷۸   | لیگ‌آزادگان                                                                                        | ۳۰                                                                                    | ۱۹                                                                                    | ۸                                                                                     | ۳                                                                                     | ۵۶                                                                                    | ۲۱                                                                                    | ۶۵                                                                                    | ۱ام                                                                                   | قهرمان             |                                          | ادموند بزیک               | ۱۱            |                 |               | متکوویچ / علی پروین                              |
| ۱۳۷۸-۷۹   | لیگ‌آزادگان                                                                                        | ۲۶                                                                                    | ۱۵                                                                                    | ۹                                                                                     | ۲                                                                                     | ۴۵                                                                                    | ۲۳                                                                                    | ۵۴                                                                                    | ۱ام                                                                                   |                    | جام باشگاه‌های آسیا سوم                   | بهنام سراج                | ۱۱            |                 |               | علی پروین                                        |
| ۱۳۷۹-۸۰   | لیگ‌آزادگان                                                                                        | ۲۲                                                                                    | ۱۳                                                                                    | ۷                                                                                     | ۲                                                                                     | ۳۶                                                                                    | ۱۶                                                                                    | ۴۶                                                                                    | ۲ام                                                                                   | یک هشتم پایانی     | جام باشگاه‌های آسیا سوم                   | بهروز رهبری‌فر             | ۹             |                 |               | علی پروین                                        |
| ۱۳۸۰-۸۱   | لیگ خلیج‌فارس                                                                                      | ۲۶                                                                                    | ۱۳                                                                                    | ۱۰                                                                                    | ۳                                                                                     | ۳۶                                                                                    | ۲۳                                                                                    | ۴۹                                                                                    | ۱ام                                                                                   | یک چهارم پایانی    |                                          | سهراب انتظاری             | ۹             |                 |               | علی پروین                                        |
| ۱۳۸۱-۸۲   | لیگ خلیج‌فارس                                                                                      | ۲۶                                                                                    | ۱۱                                                                                    | ۱۱                                                                                    | ۴                                                                                     | ۳۰                                                                                    | ۲۱                                                                                    | ۴۴                                                                                    | ۳ام                                                                                   | یک هشتم پایانی     | لیگ قهرمانان آسیا مرحله گروهی            | علی انصاریان و پایان رافت | ۵             |                 |               | علی پروین                                        |
| ۱۳۸۲-۸۳   | لیگ خلیج‌فارس                                                                                      | ۲۶                                                                                    | ۱۰                                                                                    | ۹                                                                                     | ۷                                                                                     | ۴۲                                                                                    | ۲۸                                                                                    | ۳۹                                                                                    | ۵ام                                                                                   | یک هشتم پایانی     |                                          | علی دایی                  | ۱۶            |                 |               | وینکو بگوویچ                                     |
| ۱۳۸۳-۸۴   | لیگ خلیج‌فارس                                                                                      | ٣۰                                                                                    | ۱۶                                                                                    | ۷                                                                                     | ۷                                                                                     | ۴٣                                                                                    | ۲۷                                                                                    | ۵۵                                                                                    | ۴ام                                                                                   | یک هشتم پایانی     |                                          | جواد کاظمیان              | ۹             |                 |               | راینر زوبل                                       |
| ۱۳۸۴-۸۵   | لیگ خلیج‌فارس                                                                                      | ٣۰                                                                                    | ۹                                                                                     | ۱۱                                                                                    | ۱۰                                                                                    | ٣۹                                                                                    | ۴۰                                                                                    | ٣۲***                                                                                 | ۱٣ام                                                                                  | نایب قهرمان        |                                          | جواد کاظمیان              | ۱۱            |                 |               | علی پروین / آری هان                              |
| ۱۳۸۵-۸۶   | لیگ خلیج‌فارس                                                                                      | ٣۰                                                                                    | ۱۴                                                                                    | ۱۱                                                                                    | ۵                                                                                     | ۴۹                                                                                    | ٣٣                                                                                    | ۵٣                                                                                    | ٣ام                                                                                   | نیمه پایانی        |                                          | مهرزاد معدنچی             | ۱۰            |                 |               | مصطفی دنیزلی                                     |
| ۱۳۸۶-۸۷   | لیگ خلیج‌فارس                                                                                      | ٣۴                                                                                    | ۱۸                                                                                    | ۱۱                                                                                    | ۵                                                                                     | ۵۵                                                                                    | ٣۴                                                                                    | ۵۹***                                                                                 | ۱ام                                                                                   | یک هشتم پایانی     |                                          | محسن خلیلی                | ۱۸            |                 |               | افشین قطبی                                       |
| ۱۳۸۷-۸۸   | لیگ خلیج‌فارس                                                                                      | ٣۴                                                                                    | ۱۵                                                                                    | ۱۰                                                                                    | ۹                                                                                     | ۵۰                                                                                    | ۴۱                                                                                    | ۵۵                                                                                    | ۵ام                                                                                   | یک چهارم پایانی    | لیگ قهرمانان آسیا دور یک هشتم نهایی      | ابراهیم توره              | ۱۱            |                 |               | افشین قطبی / افشین پیروانی / نلو وینگادا         |
| ۱۳۸۸-۸۹   | لیگ خلیج‌فارس                                                                                      | ٣۴                                                                                    | ۱۳                                                                                    | ۱۴                                                                                    | ۷                                                                                     | ۴۶                                                                                    | ۴۰                                                                                    | ۵٣                                                                                    | ۴ام                                                                                   | قهرمان             |                                          | کریم باقری                | ۱٣            |                 |               | زلاتکو کرانچار / علی دایی                        |
| ۱۳۸۹-۹۰   | لیگ خلیج‌فارس                                                                                      | ٣۴                                                                                    | ۱۷                                                                                    | ۷                                                                                     | ۱۰                                                                                    | ۵۰                                                                                    | ٣۶                                                                                    | ۵۸                                                                                    | ۴ام                                                                                   | قهرمان             | لیگ قهرمانان آسیا مرحله گروهی            | محمد نوری                 | ۹             |                 |               | علی دایی                                         |
| ۱۳۹۰-۹۱   | لیگ خلیج‌فارس                                                                                      | ٣۴                                                                                    | ۱۰                                                                                    | ۱۲                                                                                    | ۱۲                                                                                    | ۵۰                                                                                    | ۵۴                                                                                    | ۴۲                                                                                    | ۱۲ام                                                                                  | یک چهارم پایانی    | لیگ قهرمانان آسیا دور یک هشتم نهایی      | علی کریمی                 | ۱۱            |                 |               | حمید استیلی / مصطفی دنیزلی/ محسن عاشوری          |
| ۱۳۹۱-۹۲   | لیگ خلیج‌فارس                                                                                      | ٣۴                                                                                    | ۱۲                                                                                    | ۱۴                                                                                    | ۸                                                                                     | ۴۱                                                                                    | ٣۱                                                                                    | ۵۰                                                                                    | ۷ام                                                                                   | نایب قهرمان        |                                          | کریم انصاری‌فرد            | ۸             |                 |               | مانوئل ژوزه / یحیی گل‌محمدی                       |
| ۱۳۹۲-۹۳   | لیگ خلیج‌فارس                                                                                      | ٣۰                                                                                    | ۱۶                                                                                    | ۸                                                                                     | ۶                                                                                     | ٣۴                                                                                    | ۱۵                                                                                    | ۵۵****                                                                                | ۲ام                                                                                   | یک چهارم پایانی    |                                          | محمد عباس‌زاده             | ۷             |                 |               | علی دایی                                         |
| ٩٤-١٣٩٣   | لیگ خلیج‌فارس                                                                                      | ٣۰                                                                                    | ٩                                                                                     | ٩                                                                                     | ۱۲                                                                                    | ٣۱                                                                                    | ٣۵                                                                                    | ٣۶                                                                                    | ۸ام                                                                                   | نیمه‌پایانی         | لیگ قهرمانان آسیا دور یک هشتم نهایی      | مهدی طارمی                | ۷             |                 |               | علی دایی / حمید درخشان / برانکو ایوانکوویچ       |
| ۹۵-١٣٩٤   | لیگ خلیج‌فارس                                                                                      | ٣۰                                                                                    | ۱۶                                                                                    | ٩                                                                                     | ۵                                                                                     | ۵۰                                                                                    | ٣۴                                                                                    | ۵۷                                                                                    | ۲ام                                                                                   | یک چهارم پایانی    |                                          | مهدی طارمی                | ۱۶            | مهدی طارمی      | ۱۸            | برانکو ایوانکوویچ                                |
| ۹۶-١٣۹۵   | لیگ خلیج‌فارس                                                                                      | ٣۰                                                                                    | ۲۰                                                                                    | ۶                                                                                     | ۴                                                                                     | ۴۶                                                                                    | ۱۴                                                                                    | ۶۶                                                                                    | ۱ام                                                                                   | یک سی و دوم پایانی | لیگ قهرمانان آسیا دور نیمه نهایی         | مهدی طارمی                | ۱۸            | مهدی طارمی      | ۲۵            | برانکو ایوانکوویچ                                |
| ۹۷-١٣۹۶   | لیگ خلیج‌فارس                                                                                      | ٣۰                                                                                    | ۱۹                                                                                    | ۷                                                                                     | ۴                                                                                     | ۴۸                                                                                    | ۱۵                                                                                    | ۶۴                                                                                    | ۱ام                                                                                   | یک چهارم پایانی    | لیگ قهرمانان آسیا نایب قهرمان            | علی علیپور                | ۱۹            | علی علیپور      | ۲۴            | برانکو ایوانکوویچ                                |
| ۱۳۹۷-۹۸   | لیگ خلیج‌فارس                                                                                      | ٣۰                                                                                    | ۱۶                                                                                    | ۱۳                                                                                    | ۱                                                                                     | ۳۶                                                                                    | ۱۴                                                                                    | ۶۱                                                                                    | ۱ام                                                                                   | قهرمان             | لیگ قهرمانان آسیا مرحله گروهی            | علی علیپور                | ۱۴            | علی علیپور      | ۱۸            | برانکو ایوانکوویچ                                |
| ۱۳۹۸-۹۹   | لیگ خلیج‌فارس                                                                                      | ٣۰                                                                                    | ۲۱                                                                                    | ۴                                                                                     | ۵                                                                                     | ۴۶                                                                                    | ۱۷                                                                                    | ۶۷                                                                                    | ۱ام                                                                                   | نیمه‌پایانی         | لیگ قهرمانان آسیا نایب قهرمان            | علی علیپور                | ۱۲            | علی علیپور      | ۱۷            | گابریل کالدرون / یحیی گل‌محمدی                    |
| ۱۳۹۹-۱۴۰۰ | لیگ خلیج‌فارس                                                                                      | ٣۰                                                                                    | ۱۹                                                                                    | ۱۰                                                                                    | ۱                                                                                     | ۴۷                                                                                    | ۱۴                                                                                    | ۶۷                                                                                    | ۱ام                                                                                   | یک چهارم پایانی    | لیگ قهرمانان آسیا دور یک چهارم نهایی     | احمد نوراللهی             | ۱۰            | مهدی عبدی       | ۱۴            | یحیی گل‌محمدی                                     |
| ۱۴۰۰-۰۱   | لیگ خلیج‌فارس                                                                                      | ۳۰                                                                                    | ۱۸                                                                                    | ۹                                                                                     | ٣                                                                                     | ۴۴                                                                                    | ۲۱                                                                                    | ۶۳                                                                                    | ۲ام                                                                                   | یک چهارم پایانی    |                                          | مهدی عبدی                 | ۷             | مهدی عبدی       | ۹             | یحیی گل‌محمدی                                     |
| ۱۴۰۱-۰۲   | لیگ خلیج‌فارس                                                                                      | ۳۰                                                                                    | ۲۰                                                                                    | ۶                                                                                     | ۴                                                                                     | ۴۶                                                                                    | ۱۳                                                                                    | ۶۶                                                                                    | ۱ام                                                                                   | قهرمان             |                                          | مهدی ترابی                | ۷             | گئورگی گولسیانی | ۱۰            | یحیی گل‌محمدی                                     |
| ۱۴۰۲-۰۳   | لیگ خلیج‌فارس                                                                                      | ۳۰                                                                                    | ۲۰                                                                                    | ۸                                                                                     | ۲                                                                                     | ۴۵                                                                                    | ۱۸                                                                                    | ۶۸                                                                                    | ۱ام                                                                                   | یک هشتم پایانی     | لیگ قهرمانان آسیا مرحله گروهی            | عیسی آل کثیر              | ۷             | عیسی آل کثیر    | ۱۰            | یحیی گل محمدی / اوسمار ویرا                      |
| ۱۴۰۳-۰۴   | لیگ خلیج‌فارس                                                                                      | ۳۰                                                                                    | ۱۸                                                                                    | ۶                                                                                     | ۶                                                                                     | ۴۲                                                                                    | ۲۰                                                                                    | ۶۰                                                                                    | ٣ام                                                                                   | یک هشتم پایانی     | لیگ نخبگان آسیا مرحله گروهی              | علی علیپور                | ۱۲            | علی علیپور      | ۱۵            | خوان کارلوس گاریدو / کریم باقری / اسماعیل کارتال |
| ۱۴۰۴-۰۵   | لیگ خلیج‌فارس                                                                                      |                                                                                       |                                                                                       |                                                                                       |                                                                                       |                                                                                       |                                                                                       |                                                                                       |                                                                                       |                    |                                          |                           |               |                 |               | وحید هاشمیان                                     |

پانوشت‌ها:

* عنوان غیررسمی

** عنوان استانی (که در هنگام برگزار نشدن لیگ سراسری بالاترین سطح محسوب می شد.)، (در میان سالهای ۱۳۵۹ و ۱۳۶۸ به دلیل جنگ ایران و عراق رقابت‌های لیگ سراسری برگزار نشد) 

*** به علت بدهی ۶ امتیاز از طرف فیفا کسر شد.

**** به علت تخلف تماشاگران ۱ امتیاز از طرف کمیته انضباطی کسر شد.
- راهنما

| قهرمان | نایب قهرمان | جایگاه سوم | جایگاه چهارم | راه نیافت | برگزار نشد |

گلزنان برتری که نام و گل‌شان برجسته نوشته شده است، در لیگ آن سال آقای گل شده‌اند.